# Prueba de la línea vertical

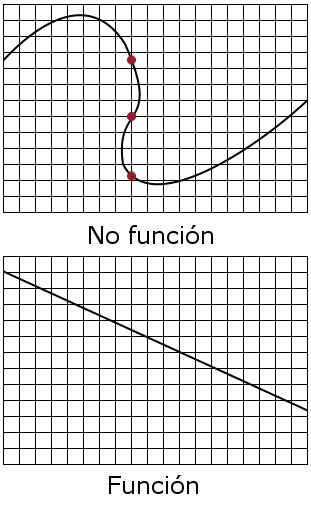
La prueba de la línea vertical, comprobada gráficamente. La abcisa muestra el dominio de la función examinada.

En matemáticas, la prueba de la línea vertical es una forma visual de determinar si una curva es una gráfica de una función o no. Una función solo puede tener un valor de salida y, para cada entrada única x. Si una línea vertical interseca una curva en un plano xy más de una vez, entonces para un valor de x la curva tiene más de un valor de y, y entonces la curva no representa una función. Si todas las líneas verticales se cruzan con la curva como máximo una vez, la curva representa una función.
Para usar la prueba de la línea vertical, se utiliza una regla y se dibuja una línea paralela al eje y para cualquier valor elegido de x. Si la línea vertical trazada interseca el gráfico más de una vez para algún valor de x, entonces el gráfico no es el gráfico de una función. Si, alternativamente, una línea vertical interseca el gráfico no más de una vez, no importa dónde se coloque la línea vertical, entonces la curva es el gráfico de una función. Por ejemplo, una curva que sea cualquier línea recta que no sea una línea vertical será la gráfica de una función. Otro ejemplo, una parábola lateral (una cuyo directriz es una línea vertical) no es el gráfico de una función porque algunas líneas verticales se cruzan cn la parábola dos veces.